# Charge-Trapping-Speicher
Charge-Trapping-Speicher, englisch charge-trap flash, CTF ist eine Halbleiterspeichertechnik, die primär bei EEPROMs und in hochkapazitiven, nichtflüchtigen Flashspeichern, die als NAND-Flash oder NOR-Flash organisiert sind, eingesetzt wird. Im Unterschied zu der alternativen Floating-Gate-Flashspeichern werden bei CT-Speichern die Ladungen (engl. charge) nicht auf einem elektrisch isolierten Gate aus Polysilizium zwischen dem Kanal und dem Kontroll-Gate gespeichert, sondern die Elektronen und Defektelektronen werden an Haftstellen (engl. trapping center) einer Schicht aus Siliciumnitrid, die vom Kanal durch eine dünne Tunneloxidschicht getrennt ist, gehalten.
Der Vorteil von Charge-Trapping-Flashspeichern gegenüber Floating-Gate-Flashspeichern besteht in einer höheren Speicherdichte pro Chipfläche, das heißt einer höheren Ausbeute, weniger Prozessschritte bei der Herstellung des Speicherchips, der leichteren Integrationsmöglichkeit von Flashspeicher mit anderen Halbleiterschaltungen wie beispielsweise einem Mikrocontroller in einem Chip, und einer höheren Anzahl an Schreibzyklen. Charge-Trapping-Speicher wurden bis Anfang der 2000er-Jahre vor allem bei kleineren EEPROM-Speichern eingesetzt, während die auf hohe Speicherkapazitäten ausgelegten NAND-Flash zunächst primär mit kostengünstigeren Floating-Gate-Transistoren realisiert wurden. Aufgrund der Vorteile von Charge-Trapping-Flashspeichern werden seit Mitte der 2000er-Jahre auch zunehmend NAND-Flash im oberen Speichersegment mittels Charge-Trapping-Speicher ausgeführt.

## Geschichte
Die ersten Charge-Trapping-Speicher gehen auf Arbeiten von H. A. R. Wegener et al. aus dem Jahr 1967 zurück, welche einen sogenannten NMOS-Feldeffekttransistor mit programmierbarer Schwellenspannung (englisch threshold voltage) entwickelten. Das Charge-Trapping-Speicherelement diente dabei als Ladungsspeicher, um mit einer Programmierspannung um die 50 V die Schwellenspannung des NMOS-Feldeffekttransistors dauerhaft, bis zum nächsten Programmierzyklus, umstellen zu können. Bei herkömmlichen Feldeffekttransistoren kann die Schwellenspannung nur im Rahmen der Produktion festgelegt werden und ist nachfolgend eine unveränderliche Bauelementeigenschaft.